# Liên đoàn bóng đá Réunion
Liên đoàn bóng đá Réunion (tiếng Pháp: Ligue Réunionnaise de Football) là tổ chức quản lý bóng đá ở  Réunion. Đây không phải là thành viên của FIFA, chỉ là thành viên của Liên đoàn bóng đá châu Phi kể từ năm 1992. Liên đoàn tổ chức các trận đấu cho Đội tuyển bóng đá quốc gia Réunion và cho các câu lạc bộ trong nước.